# 新斯捷普
47°19′3″N 31°26′14″E / 47.31750°N 31.43722°E
新斯捷普（烏克蘭語：Новий Степ），是烏克蘭南部的村莊，隸屬尼古拉耶夫州的沃茲涅先斯克區。該村面積0.34平方公里，海拔高度86米，2001年人口31，人口密度每平方公里91.2人。